# Понте (Гимарайнш)
Понте (порт. Ponte) — район (фрегезия) в Португалии, входит в округ Брага. Является составной частью муниципалитета Гимарайнш. Находится в составе крупной городской агломерации Большое Минью. По старому административному делению входил в провинцию Минью. Входит в экономико-статистический субрегион Аве, который входит в Северный регион. Население составляет 6597 человек на 2001 год. Занимает площадь 7,85 км².
Покровителем района считается Иоанн Креститель (порт. São João Baptista).